# DICE (FLOWの曲)
「DICE」（ダイス）は、日本のバンド、FLOWの楽曲で、メジャー37枚目（通算41枚目）のシングル。2021年12月15日にSACRA MUSICから発売。
前作「United Sparrows」から約7か月ぶりのリリースで、2021年第3弾シングル。

## 収録曲

### 通常盤
作詞：KOHSHI ASAKAWA、作曲：TAKESHI ASAKAWA
1. DICE [4:26]
編曲：FLOW&KOICHI TSUTAYA
  - MBS・TBS系アニメ『15周年 コードギアス 反逆のルルーシュ』前期オープニングテーマ。[注 1]
  - 2021年10月2日、先行配信開始。
2. 優勝 feat. Afterglow[注 2] [4:31]
編曲：FLOW
  - スマホリズム&アドベンチャーゲーム『バンドリ! ガールズバンドパーティ!』期間限定実装曲。[注 3][1]
  - 2021年12月11日、先行配信開始。
3. モメント [3:58]
編曲：FLOW
  - 『パチスロANEMONE 交響詩篇エウレカセブン HI-EVOLUTION』実装曲。
  - 2021年8月26日に彩の国さいたま芸術劇場で開催された「FLOW SPECIAL ONLINE LIVE 全アルバム網羅 炎の12ヶ月 THE FINAL「BEST SELECTION LIVE」」で初公開。[2]
  - SACRA MUSICに移籍してバンドが書いた最初の曲。[3]
  - アレンジは「残酷な天使のテーゼ」のFLOWカバーバージョンに似ています。
  - 2021年11月26日、先行配信開始。
4. DICE -instrumental- [4:26]
5. 優勝 feat. Afterglow -instrumental- [4:31]
6. モメント -instrumental- [3:56]

### 期間限定盤（FLOW×コードギアス盤）

#### DISC 1（CD）
1. DICE [4:26]
2. COLORS -New Mix- [3:40]
  - メジャー11枚目のシングルのNew Mixバージョン。
  - MBS・TBS系アニメ『コードギアス 反逆のルルーシュ』前期オープニングテーマ。[注 1]
3. WORLD END -New Mix- [3:49]
  - メジャー16枚目のシングルのNew Mixバージョン。
  - MBS・TBS系アニメ『コードギアス 反逆のルルーシュR2』後期オープニングテーマ。[注 4]
4. PENDULUM -Original Mix- [4:13]
  - メジャー11枚目のアルバム『TRIBALYTHM』収録曲。
  - スマホ・PCゲーム『コードギアス 反逆のルルーシュ ロストストーリーズ』テーマソング。
5. DICE -instrumental- [4:26]
6. DICE -TV ver- [1:32]

#### DISC 2（Blu-ray）
1. 「DICE」Music Video
  - ミュージック・ビデオの監督は大久保拓朗が務めた。
2. 「DICE」Making Video
3. 「COLORS」from『FLOW SPECIAL ONLINE LIVE 全アルバム網羅 炎の12ヶ月』
4. 「WORLD END」from『FLOW SPECIAL ONLINE LIVE 全アルバム網羅 炎の12ヶ月』
5. 「PENDULUM」from『FLOW SPECIAL ONLINE LIVE 全アルバム網羅 炎の12ヶ月』
6. TVアニメ『15周年 コードギアス 反逆のルルーシュ』ノンクレジットオープニング映像

## 収録アルバム
オリジナル
- 『Voy☆☆☆』 (#1,#2,#3)